# Conseil national de la recherche des États-Unis
Le Conseil national de la recherche des États-Unis (United States National Research Council) est un organisme gouvernemental des États-Unis.
Son nom est souvent abrégé en National Research Council (NRC) même si de telles abréviations peuvent prêter à confusion, notamment avec son voisin canadien le Conseil national de recherches Canada. Dans cet article cependant, et pour en faciliter la lecture, le sigle NRC sera utilisé pour désigner l'organisme des États-Unis : United States National Research Council.
Le NRC peut être vu comme le bras armé de deux autres organismes gouvernementaux américains (l'un nommé Académie nationale des sciences et l'autre Académie américaine d'ingénierie) car il effectue en fait en arrière-plan la majeure partie des études signées par ces deux organismes.
Le NRC a été créée en 1916 pour répondre à la demande d'une recherche et d'une expertise scientifique plus poussée à la suite du déclenchement de la Première Guerre mondiale. Il est administré conjointement par l'Académie américaine des sciences, l'Académie américaine d'ingénierie et l'Académie nationale de médecine. Son travail est supervisé par un conseil de direction et un comité exécutif composé de membres des organes de directions de ces organismes.
C'est l'une des quatre organisations formant les Académies nationales des sciences, d'ingénierie et de médecine.